# Теленовелла (телесериал)
«Теленове́лла» (англ. Telenovela) — американский комедийный телесериал, премьера которого состоялась 7 декабря 2015 года на телеканале NBC. Ситком, главные роли в котором исполнили Ева Лонгория и Дженкарлос Канела, повествует о повседневной жизни звезды теленовеллы Аны Софии Калдерон, которая не говорит по-испански несмотря на то, что окружена испанскими коллегами-актёрами и съёмочной группой.
В мае 2016 года NBC закрыл после первого сезона.

## Производство
16 января 2015 года NBC заказал тринадцать серий телесериала. 19 октября 2015 года телеканал сократил заказ до одиннадцати серий .
2 ноября 2015 года NBC объявил, что предпоказ первых двух серий состоится 7 декабря 2015 года после шоу «Голос». После этого предпоказа премьера передачи состоится в понедельник 4 января 2016 года в 20:30.

## В ролях

### Основной состав
- Ева Лонгория — Ана София Калдерон
- Дженкарлос Канела[англ.] — Хавьер Кастилло
- Амори Ноласко — Родриго Суарес
- Диана-Мария Рива — Мими
- Хосе Морено Брукс — Гаэль Гарника
- Алекс Менесес — Изабела Сантамария/Кармен Сантамария
- Джейдин Дуглас — Рокси Риос
- Иззи Диас — Айзек

### Второстепенный состав
- Закари Ливай — Джеймс Макмэхон
- Филлип Гарсиа — Пабло
- Фрэнк Герриш — Эд Сантамария